# Унион (футбольный клуб, Берлин)
«Унио́н» (нем. 1. Fußballclub Union Berlin e. V.) — немецкий профессиональный футбольный клуб из Кёпеника, Берлин. Клуб возник под своим нынешним названием в 1966 году на базе «Унион Обершёневайде», основанного в 1906 году. Максимальным достижением предшественника является 2-е место в чемпионате в сезоне 1922/23. Клуб проводит домашние матчи как и на «Обершёневайде», так и на стадионе «Ан дер Альтен Фёрстерай» с 1923 года, самом большом футбольном стадионе Берлина.
Членами клуба являются более 70 тысяч человек, благодаря чему он входит в число 15 крупнейших спортивных организаций Германии.
Наивысшими спортивными достижениями клуба являются победа в Кубке ГДР 1968 года и финал Кубка Германии в 2001 году, благодаря которому произошёл дебют в еврокубках. Также команда является первой, которая отыграла 10 лет беспрерывно во Второй Бундеслиге (2-й уровень) — с 2009 по 2019 годы. Выиграв в стыковых играх у «Штутгарта» сезоне 2018/19, берлинцы завоевали право играть в Бундеслиге. В сезоне 2022/23 клуб за всю свою историю существования занял рекордное для себя место в национальной лиге. Они заняли 4-е место, набрав 62 очка и тем самым впервые в истории клуб попал в Лигу чемпионов УЕФА.
«Унион» хорошо известен своей креативной фан-базой, оставившей свой след за пределами футбола и города. Гимном клуба является песня Нины Хаген Eisern Union («Железный союз»).

## История

### Довоенные годы
17 июня 1906 года, в результате объединения трёх небольших клубов, в ближайшем пригороде Берлина создаётся клуб SC Olympia 06 Oberschöneweide. Первоначально в заявке футбольной команды находились лишь юные футболисты, а потому несколько первых сезонов «Олимпия» использовалась в качестве молодёжной команды для топ-клубов страны. В феврале 1909 года берлинцы разрывают все связи с другими командами и становятся самостоятельной боевой единицей немецкого футбола. В состав союза входят ещё несколько любительских коллективов, вследствие чего «Олимпия» меняет своё название на «Унион» («Союз»). Цвета клуба в ту эпоху были сине-белые.
Сезон 1909/10 стал первым для «Униона». Команда периодически играла в главной лиге Берлина, но больших успехов там не добивалась. В 1917 году «Униону» удалось стать вице-чемпионом Бранденбургской лиги — этот результат стал самым большим успехом в тот период. Во время Первой мировой войны около 60 % футболистов уходят на фронт. Футбольная жизнь в Германии приостанавливается. С войны вернулся лишь каждый пятый. В те времена домом для «Униона» оставался восточный район городка Обершёневайде. В 1920 году союз переезжает в Вюльхайде, на новенькую арену, носящую сегодня название «Ан дер Альтен Фёрстерай» («Стадион в старом доме лесничего»), где клуб располагается до сего момента.
В 1920 году «Унион» впервые стал чемпионом города и получил возможность играть в финальных кругах немецкого первенства. Однако в четвертьфинале команда была остановлена. В 1923 году «Унион» смог добраться до решающего финального матча, но в нём берлинцев одолел «Гамбург» 3:0 — мечты о чемпионстве пришлось отложить.

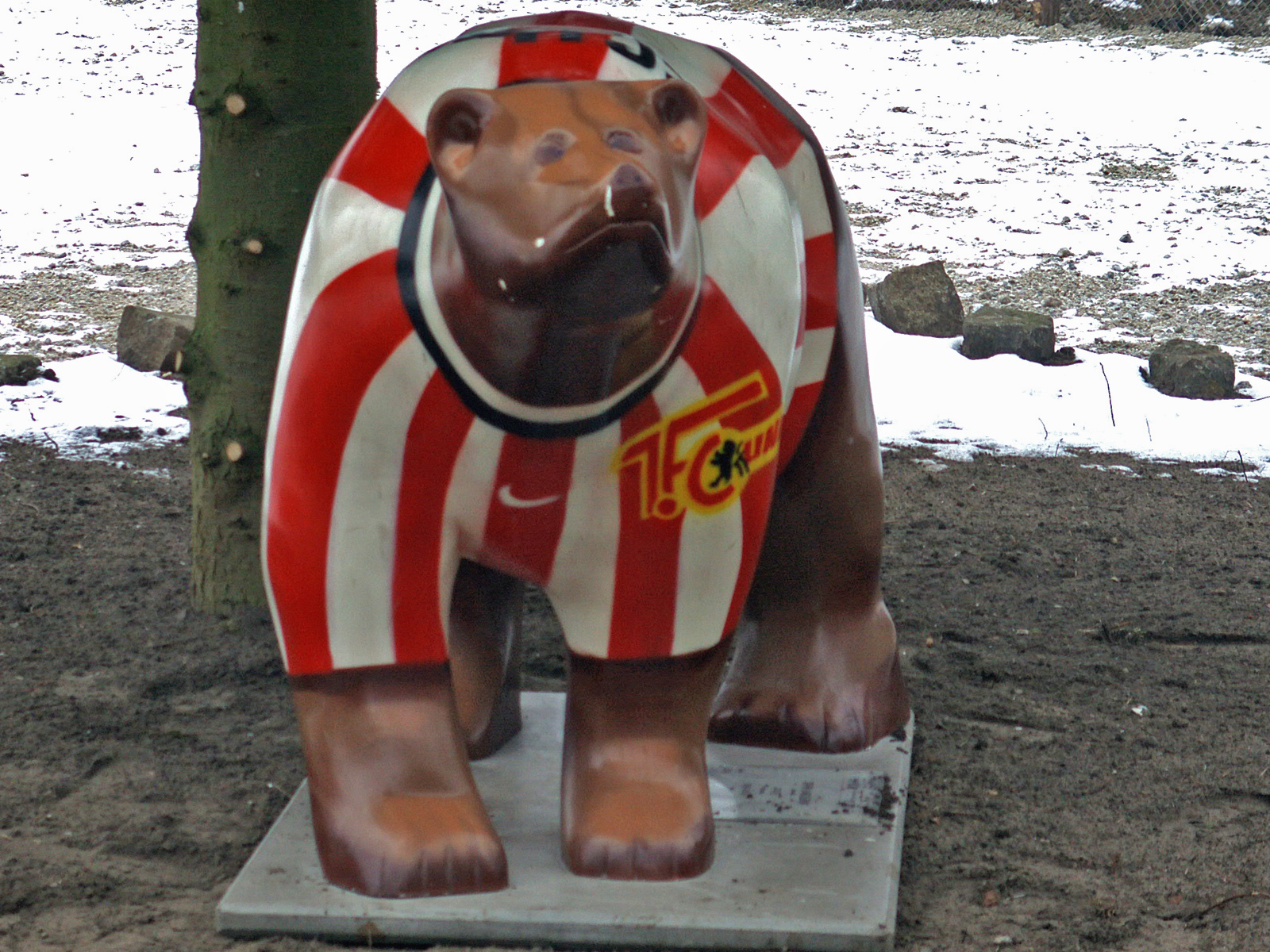
Медведь Бадди в футболке «Униона»

В 1926 году развитие союза было замедленно. В Берлине появились сильные конкуренты «Герта» и «Теннис-Боруссия», которые располагали большими финансами, а потому переманивали игроков из «дома лесничего». «Унион» покинули лидеры — Отто Марвиг и Карл Шульц. С тех самых пор и пошёл известный по сей день призыв «Eisern Union» (Железный/Вечный «Унион»), который фанаты «Униона» впервые применили во время принципиальной битвы с «Гертой». Этот лозунг говорит о том, что именно «Унион», по мнению его фанатов, является единственным достойным клубом Берлина, который всегда будет жить и почитать свои традиции. В те времена в самом городе произошла наиболее чёткая дифференциация болельщиков, в результате которой рабочий класс стал болеть именно за «Унион».
Приход к власти Адольфа Гитлера стал чёрным не только для всей Германии, но и для «Униона». Спустя три года «Шлоссер-юнгс», как прозвали клуб, опускается во вторую по силе лигу района. Во время Второй мировой войны, когда вновь многие футболисты ушли на фронт, «Унион» совершенно неожиданно в 1940 году стал лучшей командой Берлина, выиграв титул за явным преимуществом.

### В ГДР
После Второй мировой войны «Старый домик лесника» оказался в советской зоне. Через пару лет после окончания боевых действий, когда запрет на создание всяческих организаций был снят, было принято решение возродить команду. До сооружения Берлинской стены многие сильные игроки успели убежать в западную часть города и пополнить ряды «Герты» и «Теннис-Боруссии». «Униону» же пришлось строиться почти с нуля. Совсем уж позорная ситуация случилась в 1949 году, когда во время международной игры с «Гамбургом» почти все игроки клуба бежали в западногерманский город Киль. Там они скрывались несколько суток, после чего все были обнаружены в Западном Берлине, где ими уже сооружался западногерманский союз «Унион 06 Берлин».
Потеря почти всего основного состава привело к настоящему краху клуба. Единственным спасением для союза стало слияние с командой «Transformatorenwerks Karl Liebknecht», случившееся в начале пятидесятых. Объединённый союз переименовывается в BSG Motor, а сине-белые цвета меняются на красно-белые. Однако команда все равно катилась вниз, и в итоге оказалась в низших берлинских лигах. Многочисленные смены названия, цветов, самые разные объединения с даже враждебными соперниками привели к тому, что многие поклонники отвернулись от команды.
В сезоне 1965/1966 союз смог подняться в главную лигу ГДР. К тому моменту в стране началась масштабная реорганизация футбольной системы. В самом восточном Берлине уже имелись две сильных команды «Динамо» и «Форвертс», а потому необходимость третьей была поставлена под сомнения. Но тут руководители клуба из «Старого домика лесника» вспомнили о своих истоках и о том, что раньше их команда представляла интересы всех простых рабочих города. Такая идея, создать клуб для простых рабочих, показалась главам ГДР вполне логичной, а потому 20 января 1966 года официально создаётся в своём нынешнем виде команда 1. FC Union Berlin.

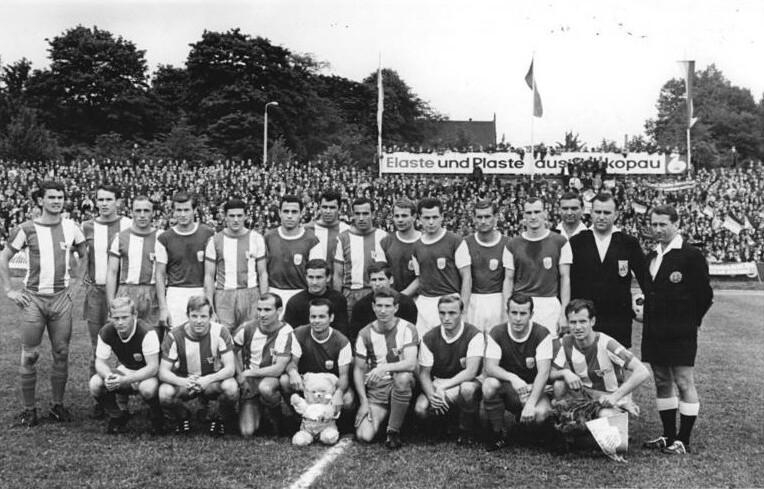
Финал Кубка ГДР. «Унион» — «Карл Цейсс» — 2:1

В первый сезон клуб, созданный, по сути, с нуля неожиданно для всех занимает шестое место в главной лиге страны. Удивительным образом по числу болельщиков «Унион» не проигрывал в те временам ни «Динамо», ни «Форвертс». В преддверии следующего сезона берлинцы получили возможность выступить в еврокубках. В рамках турнира Интертото «Унион» не получил особой славы, одержав лишь одну победу над «Катовице» и сыграв вничью с «Теплице». Годом позже к клубу пришёл самый большой успех за всю историю — победа в Кубке ГДР. В финальном матче «Железный союз» одолел в Галле «Карл Цейсс» из Йены со счётом 2:1.
Начало 70-х стало тяжёлым периодом для команды. В игровом плане мало что получалось, лучшие игроки пополняли ряды берлинского «Динамо», а «Унион» был вынужден сезон за сезоном сражаться за выживание, играя в матчах на вылет.
В 1976 году клуб принимает новый тренер Хайнц Вернер, который сразу возвращает «Унион» в высшую лигу ГДР. В первом туре нового чемпионата в принципиальной битве с берлинским «Динамо», в присутствии 45 000 зрителей скромные «работяги» переигрывают «милиционеров» 1:0. Сезон «Унион» завершил на одиннадцатом месте, и обезопасил себя от матчей за выживание. Но даже, несмотря на низкое место в таблице, «Унион» был второй по посещаемости командой ГДР, уступая лишь дрезденскому «Динамо».

И все же через четыре сезона снова случилось неизбежное. Не имея, в отличие от почти всех клубов ГДР, финансовой поддержки извне, «Унион» занял последнее место в таблице чемпионата, проиграв по ходу сезона берлинскому «Динамо» 0:6. Даже при такой ужасной игре «железных парней» не бросили их фанаты. На каждом матче союза был аншлаг. 

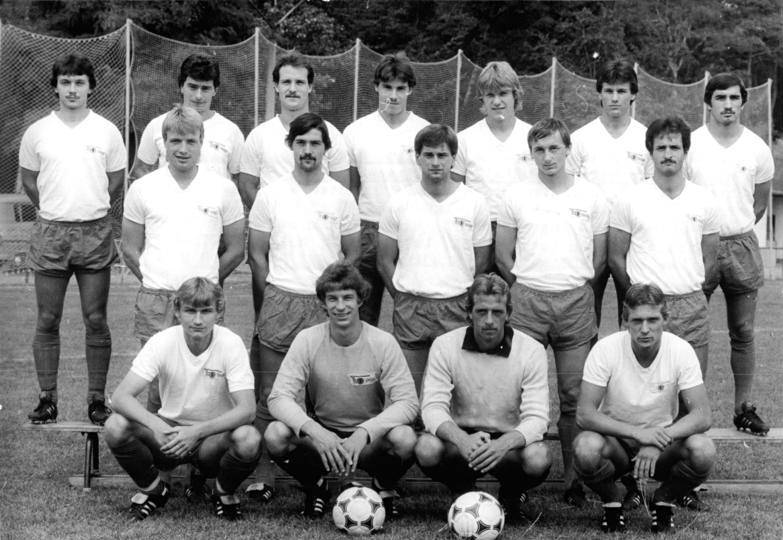
«Унион» в 1983 году

Первая половина 80-х вновь ушла на формирование новой команды. Уже в который раз руководство должно было начинать все сначала. Повышения в высшую лигу страны удалось достичь в сезоне 1984/1985, когда «Унион» уверенно выиграл свой чемпионат, не оставив противникам ни малейшего шанса. Годом позже команда финишировала седьмой в чемпионате страны и дошла до финала Кубка ГДР, в котором была разбита лейпцигским «Локомотивом» со счётом 5:1. В том матче за берлинцев играла их легенда — Олаф Зайер.

Выход в финал позволил берлинцам следующим летом вновь попробовать себя в Кубке Интертото. На сей раз «Унион» выступил куда успешнее и даже одержал победы над «Байером» (Юрдинген) (3:2), «Лозанной» (1:0) и «Стандартом» из Льежа (2:1), но всё равно выбраться из группы не удалось. 

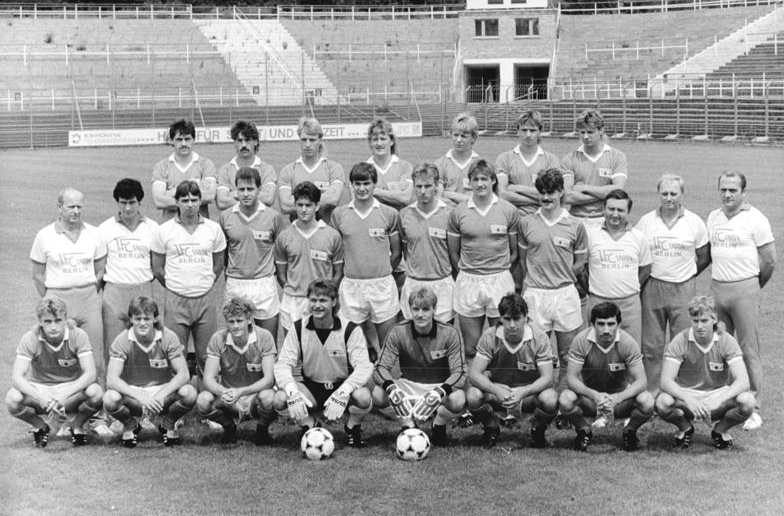
«Унион» в 1988 году

Сезон 1989 года заканчивался товарищеским матчем с «Гертой» на «Олимпиаштадионе» в присутствии 52 000 зрителей. Это была первая встреча некогда непримиримых соперников за последние 28 лет. «Унион» уступил; в том сезоне «красно-белые» смогли одержать лишь одну победу, а потому вновь пропали из главной лиги ГДР.
Предстояло объединение разделённой Германии. Федерация футбола ФРГ выделила лишь восемь мест для команд из ГДР в Первую и Вторую Бундеслиги. Эти счастливчики определялись в последнем первенстве Восточно-Германского государства 1991 года. Однако в тот сезон «Унион» не играл в элите ГДР. Команда оказалась во второй лиге, а значит, не могла ни на что рассчитывать. Это был, казалось, крах всех надежд, крах команды с гигантской армией болельщиков. В результате, свой первый чемпионат объединённой Германии «Унион» начал в третьей по силе лиге ФРГ.

### В объединённой Германии
Новым тренером становится известный специалист Франк Пагельсдорф, с которым «союз» начинает медленный, но верный подъём. Уже через год «Унион» выигрывает стыковой матч у «Бишофсвердера» и, казалось бы, входит во вторую лигу, но банковские реквизиты «союза» оказываются поддельными, и клубу отказывают в праве выступать дивизионом выше. Годом позже «Унион» вновь должен был оказаться во Второй Лиге, и вновь Немецкая Федерация Футбола отказывает клубу, опираясь на недостаточную платёжеспособность команды. «Унион» больше не мог себе позволить удерживать таких лидеров как Сергей Барбарез, Марко Ремер и Мартин Пикенхаген: все они разбредаются по более успешным клубам.
Следующие годы были борьбой за финансовое выживание. «Унион» уверенно шёл среди фаворитов своей лиги, но даже не старался вновь попытаться занять первое место, так как было очевидно, что Федерация Футбола Германии вновь откажет им на получение лицензии. Отставка трёх тренеров по ходу сезона 1994/1995 и выплата им соответствующих неустоек привела клуб к грани банкротства. В феврале 1997 года команда осталась без президента и с колоссальными долгами за спиной. Фанатам удалось организовать уникальный в истории немецкого футбола марш по главным улицам Берлина. Три тысячи человек прошли через Бранденбургские ворота с целью привлечь внимание к бедственному положению скромной, но чрезвычайно любимой команды. И общественность прислушалась. Новым спонсором стала всемирно известная компании Nike. Также отметим, что во все времена команды стадион «Альтен Форстерей» исправно заполнялся, что также помогало клубу постепенно вылезать из долговой ямы.

Начало нового века было ознаменовано историческим событием. В сезоне 2000/01 берлинцы смогли-таки попасть во Вторую Бундеслигу под руководством тренера Георгия Васильева и доходят до финала Кубка Германии, где терпят поражение 0:2 от «Шальке 04». В сезоне 2001/02 клуб занимает шестое место, «Унион» получает право выступать в Кубке УЕФА, и даже проходит первый раунд, расправившись с финской «Хакой» 3:0 и 1:1, но во втором раунде преодолеть сопротивление болгарского «Литекса» берлинцы уже не смогли (0:0, 0:2). В чемпионате 2002/03 «Унион» занимает девятое место. 

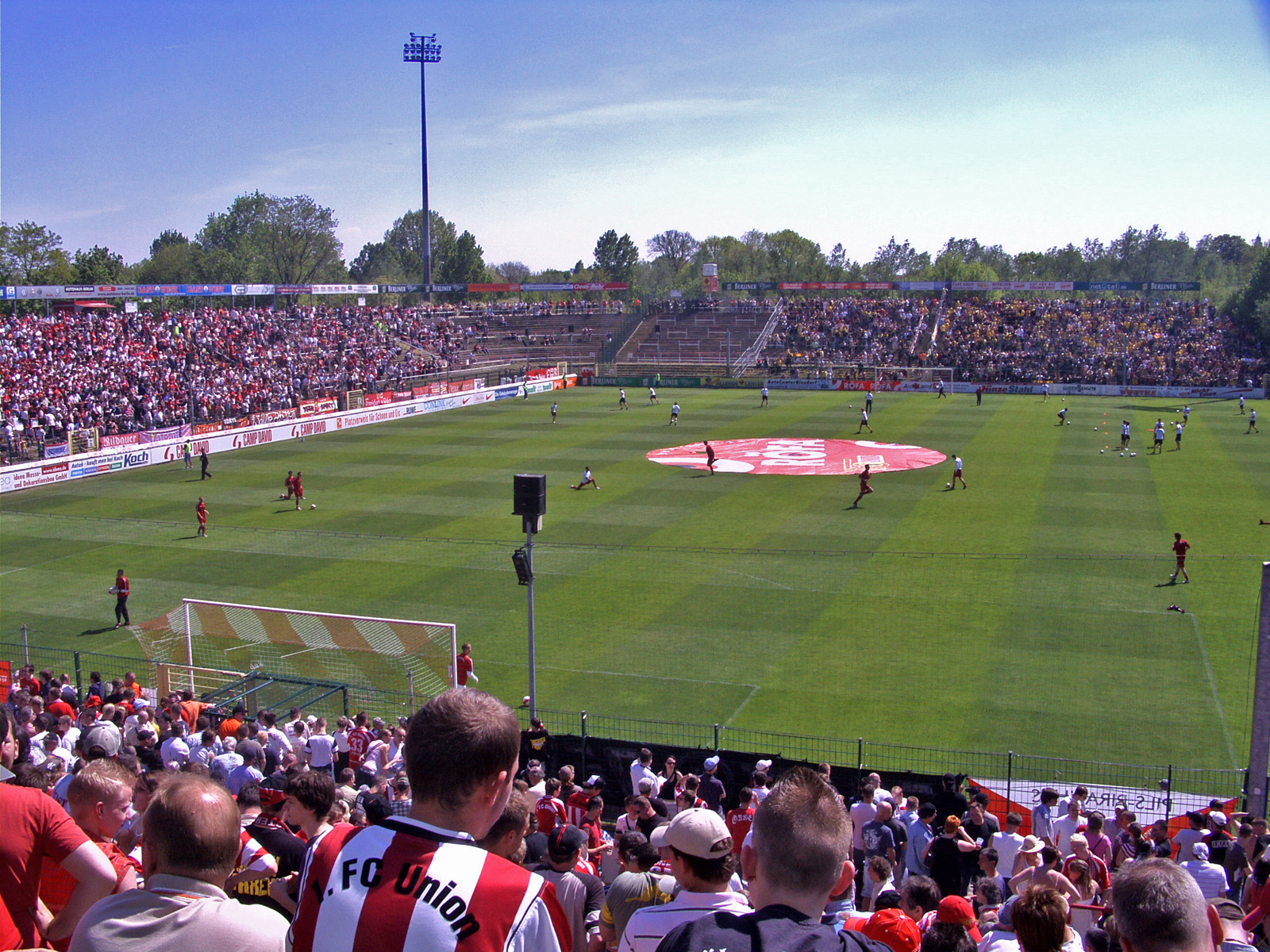
Стадион «Униона» — «Ан дер альтен Фёрстерай»

### Вылет в Оберлигу и возвращение во Вторую Бундеслигу (с 2004 по 2022)
Третий сезон во Второй Бундеслиге получился для берлинцев очень тяжёлым. Команду покинул тренер Васильев, а его наследник Мирко Вотава не справился с работой, и клуб опустился в Региональную лигу. Но на этом проблемы не закончились. За следующий сезон 2004 поменялись четыре тренера и никто из них не смог предотвратить катастрофу — берлинцы заняли последнее девятнадцатое место и свалились в Оберлигу — четвёртую по силе лигу ФРГ, да ещё и с новыми миллионными долгами.
Но «Унион» смог собраться и остановить падение. В результате уже за шесть туров до конца турнира в Оберлиге 2005/06 берлинцы обеспечили себе возвращение в Региональную Лигу. Апогеем сезона стали два матча с вечным соперником — берлинским «Динамо». «Унион» уверенно выиграл в обоих — 8:0 дома и 2:0 на выезде.
В сезоне 2006/07 клуб занял уверенное двенадцатое место в таблице. В сезоне 2008/09 «Унион» впервые становится чемпионом в истории Третьей Бундеслиги и возвращается во Вторую, где на следующий год становится 12-м.
В сезоне 2011/12 «Унион» финишировал на 7-м месте во второй Бундеслиге.
В мае 2019 года «Унион» впервые в новейшей истории добивается исторического выхода в Бундеслигу. В стыковых матчах за право выхода «Унион» оказывается удачливее более опытного «Штутгарта». Оба матча победителя не выявили, но берлинский клуб получил повышение в классе за счёт голов, забитых на чужом поле. В сезоне 2020/21 «Унион» уверенно шёл в середине таблицы и претендовал на попадание в еврокубки. В последнем матче берлинцы совершают чудо, выигрывая у «Лейпцига» (2:1), забив на 2-й добавленной минуте. Победа выводит «Унион» в квалификацию Лиги конференций УЕФА 2021/2022. Таким образом берлинский клуб стал самым первым клубом Германии, дебютировавшим в Лиге конференций УЕФА.
В сезоне 2022/23 «Унион» занял 4-е место в Бундеслиге и пробился в Лигу чемпионов на сезон 2023/24. В группе C «Унион» занял последнее место после мадридского «Реала», «Наполи» и «Браги». В 6 матчах немецкий клуб сыграл на выезде вничью с «Наполи» и «Брагой», а остальные 4 матча проиграл с разницей в 1 мяч.

## Дерби и болельщики
У «Униона» есть два главных дерби, это матчи с клубом «Герта» (это противостояние называется «Берлинское дерби»). Второе дерби — с берлинским клубом «Динамо». Друзьями считаются фанаты клуба: «Энерги».
Ультрас-группы «Униона»: «Wuhlesyndikat».

## Достижения

Игроки «Униона» в мэрии Кёпеник получают Кубок Берлина-2007

### Национальные
- Чемпионат Германии
  - Вице-чемпион: 1923

- Кубок ГДР 
  - Обладатель: 1968

- Кубок Германии
  - Финалист: 2001

- Третья лига Германии 
  - Победитель: 2009

### Международные
- Кубок Интертото
  - Обладатель: 1986

### Региональные
- Чемпион Региональной лиги Северо-Восток: 2001
- Чемпион Бранденбурга: 1920, 1923
- Обладатель Кубка Берлина: 1947, 1948, 1994, 2007, 2009

## Основной состав
| 1  | Флаг Дании       | Вр  | Фредерик Рённов                          | 1992 |  |  |  |  |  |
| 12 | Флаг Германии    | Вр  | Янник Штайн                              | 2004 |  |  |  |  |  |
| 25 | Флаг Германии    | Вр  | Карл Клаус                               | 1994 |  |  |  |  |  |
| 31 | Флаг Германии    | Вр  | Матео Раб                                | 1998 |  |  |  |  |  |
|    |                  |     |                                          |      |  |  |  |  |  |
| 3  | Флаг Германии    | Защ | Андрик Маркграф                          | 2006 |  |  |  |  |  |
| 4  | Флаг Португалии  | Защ | Диогу Лейте                              | 1999 |  |  |  |  |  |
| 5  | Флаг Нидерландов | Защ | Данило Духи                              | 1998 |  |  |  |  |  |
| 14 | Флаг Австрии     | Защ | Леопольд Кверфельд                       | 2003 |  |  |  |  |  |
| 15 | Флаг Германии    | Защ | Том Роте                                 | 2004 |  |  |  |  |  |
| 18 | Флаг Хорватии    | Защ | Йосип Юранович                           | 1995 |  |  |  |  |  |
| 28 | Флаг Австрии     | Защ | Кристофер Триммель (капитан)             | 1987 |  |  |  |  |  |
| 34 | Флаг Франции     | Защ | Стэнли Нсоки (в аренде из «Хоффенхайма») | 1999 |  |  |  |  |  |
| 39 | Флаг Германии    | Защ | Деррик Кён                               | 1999 |  |  |  |  |  |
| 41 | Флаг Германии    | Защ | Олувасеун Огбемудия                      | 2006 |  |  |  |  |  |
|    |                  |     |                                          |      |  |  |  |  |  |
| 6  | Флаг Германии    | ПЗ  | Алёша Кемляйн                            | 2004 |  |  |  |  |  |

| 8  | Флаг Германии         | ПЗ  | Рани Хедира      | 1994 |  |  |  |  |  |
| 11 | Флаг Республики Корея | ПЗ  | Чон У Ён         | 1999 |  |  |  |  |  |
| 13 | Флаг Венгрии          | ПЗ  | Андраш Шефер     | 1999 |  |  |  |  |  |
| 17 | Флаг Германии         | ПЗ  | Давид Прой       | 2004 |  |  |  |  |  |
| 19 | Флаг Германии         | ПЗ  | Яник Хаберер     | 1994 |  |  |  |  |  |
| 21 | Флаг Германии         | ПЗ  | Тим Скарке       | 1996 |  |  |  |  |  |
| 24 | Флаг Дании            | ПЗ  | Роберт Сков      | 1996 |  |  |  |  |  |
| 29 | Флаг Франции          | ПЗ  | Люка Тузар       | 1997 |  |  |  |  |  |
| 33 | Флаг Чехии            | ПЗ  | Алекс Крал       | 1998 |  |  |  |  |  |
|    |                       |     |                  |      |  |  |  |  |  |
| 7  | Флаг Шотландии        | Нап | Оливер Берк      | 1997 |  |  |  |  |  |
| 9  | Флаг Турции           | Нап | Ливан Бурджу     | 2004 |  |  |  |  |  |
| 10 | Флаг Германии         | Нап | Ильяс Анса       | 2004 |  |  |  |  |  |
| 23 | Флаг Сербии           | Нап | Андрей Илич      | 2000 |  |  |  |  |  |
| 27 | Флаг Хорватии         | Нап | Марин Любичич    | 2002 |  |  |  |  |  |
| 30 | Флаг Украины          | Нап | Дмитрий Богданов | 2007 |  |  |  |  |  |

### Игроки в аренде
| \| № \| \| Поз. \| Имя \| Год рождения \| \| -- \| \| ---- \| ---------------------------------------------- \| ------------ \| \| 20 \| \| ПЗ \| Ласло Бенеш (в «Кайсериспоре» до 30 июня 2026) \| 1997 \| \| \| \| Нап \| Крис Бедья (в «Янг Бойз» до 30 июня 2026) \| 1996 \| |                   |      |                                                |              |
| № |                   | Поз. | Имя                                            | Год рождения |
| 20 | Флаг Словакии     | ПЗ   | Ласло Бенеш (в «Кайсериспоре» до 30 июня 2026) | 1997         |
| | Флаг Кот-д’Ивуара | Нап  | Крис Бедья (в «Янг Бойз» до 30 июня 2026)      | 1996         |

## Тренерский штаб
| Должность                | Специалист        |
| ------------------------ | ----------------- |
| Главный тренер           | Штеффен Баумгарт  |
| Ассистент тренера        | Данило де Соуза   |
| Ассистент тренера        | Кевин Маккенна    |
| Ассистент тренера        | Себастьян Бёниг   |
| Тренер вратарей          | Михаэль Гшпурнинг |
| Тренер по физподготовке  | Мартин Крюгер     |
| Тренер по восстановлению | Йоханнес Тинель   |
| Тренер-аналитик          | Адриан Виттман    |
| Тренер-аналитик          | Тобиас Дрёсслер   |

## В еврокубках

### Обзор
| Соревнование                  | Сезоны | Матчи | Победы | Ничьи | Поражения | Забито | Пропущено | Разница |
| ----------------------------- | ------ | ----- | ------ | ----- | --------- | ------ | --------- | ------- |
| Лига чемпионов УЕФА           | 1      | 6     | 0      | 2     | 4         | 6      | 10        | -4      |
| Лига Европы УЕФА / Кубок УЕФА | 2      | 14    | 6      | 4     | 4         | 14     | 13        | +1      |
| Лига конференций УЕФА         | 1      | 8     | 3      | 2     | 3         | 12     | 9         | +3      |
| Кубок Интертото               | 2      | 12    | 5      | 2     | 5         | 15     | 12        | +3      |
| Всего                         | 6      | 40    | 14     | 10    | 16        | 47     | 44        | +3      |

### Матчи
| Сезон   | Соревнование          | Раунд           | Противник     | Дома | На выезде | Итог      |
| ------- | --------------------- | --------------- | ------------- | ---- | --------- | --------- |
| 1967/68 | Кубок Интертото       | Групповой раунд | КБ            | 0:3  | 0:1       | 3-е место |
| 1967/68 | Кубок Интертото       | Групповой раунд | Катовице      | 3:0  | 0:1       | 3-е место |
| 1967/68 | Кубок Интертото       | Групповой раунд | Теплице       | 0:1  | 1:1       | 3-е место |
| 1986/87 | Кубок Интертото       | Групповой раунд | Юрдинген 05   | 3:2  | 0:3       | 1-е место |
| 1986/87 | Кубок Интертото       | Групповой раунд | Лозанна       | 1:0  | 1:1       | 1-е место |
| 1986/87 | Кубок Интертото       | Групповой раунд | Стандард Льеж | 4:1  | 2:1       | 1-е место |
| 2001/02 | Кубок УЕФА            | Первый раунд    | Хака          | 3:0  | 1:1       | 4:1       |
| 2001/02 | Кубок УЕФА            | Второй раунд    | Литекс        | 0:2  | 0:0       | 0:2       |
| 2021/22 | Лига конференций УЕФА | Плей-офф        | КуПС          | 0:0  | 4:0       | 4:0       |
| 2021/22 | Лига конференций УЕФА | Группа E        | Славия Прага  | 1:1  | 1:3       | 3-е место |
| 2021/22 | Лига конференций УЕФА | Группа E        | Фейеноорд     | 1:2  | 1:3       | 3-е место |
| 2021/22 | Лига конференций УЕФА | Группа E        | Маккаби Хайфа | 3:0  | 1:0       | 3-е место |
| 2022/23 | Лига Европы УЕФА      | Группа D        | Юнион         | 0:1  | 1:0       | 2-е место |
| 2022/23 | Лига Европы УЕФА      | Группа D        | Брага         | 1:0  | 0:1       | 2-е место |
| 2022/23 | Лига Европы УЕФА      | Группа D        | Мальмё        | 1:0  | 1:0       | 2-е место |
| 2022/23 | Лига Европы УЕФА      | Плей-офф        | Аякс          | 3:1  | 0:0       | 3:1       |
| 2022/23 | Лига Европы УЕФА      | 1/8 финала      | Юнион         | 3:3  | 0:3       | 3:6       |
| 2023/24 | Лига чемпионов УЕФА   | Группа С        | Реал Мадрид   | 2:3  | 0:1       | 4-е место |
| 2023/24 | Лига чемпионов УЕФА   | Группа С        | Брага         | 2:3  | 1:1       | 4-е место |
| 2023/24 | Лига чемпионов УЕФА   | Группа С        | Наполи        | 0:1  | 1:1       | 4-е место |

## Форма

### Домашняя
| 2013/14 | 2014/15 | 2015/16 | 2016/17 | 2017/18 | 2018/19 | 2019/20 | 2020/21 | 2021/22 | 2022/23 | 2023/24 |
| 2024/25 |         |         |         |         |         |         |         |         |         |         |

### Гостевая
| 2013/14 | 2014/15 | 2015/16 | 2016/17 | 2017/18 | 2018/19 | 2019/20 | 2020/21 | 2021/22 | 2022/23 | 2023/24 |
| 2024/25 |         |         |         |         |         |         |         |         |         |         |

### Резервная
| 2013/14 | 2014/15 | 2015/16 | 2016/17 | 2017/18 | 2018/19 | 2019/20 | 2020/21 | 2021/22 | 2022/23 | 2023/24 |
| 2024/25 |         |         |         |         |         |         |         |         |         |         |

Источники: